# Focuri
Focuri là một xã thuộc hạt Iași, România. Dân số thời điểm năm 2002 là 6024 người.